# Tanycarpa rufinotata
Tanycarpa rufinotata är en stekelart som först beskrevs av Alexander Henry Haliday 1838.  Tanycarpa rufinotata ingår i släktet Tanycarpa och familjen bracksteklar. Arten är reproducerande i Sverige. Inga underarter finns listade i Catalogue of Life.